# Mejervig
Mejervig (dansk) eller Meierwik (tysk) er navnet på en bugt i Flensborg Fjord i det nordlige Tyskland og en lille bebyggelse ved Flensborg Sønderskov vest for byen Lyksborg i det nordlige Angel i Sydslesvig. Bebyggelsen er beliggende i naturskønne omgivelser med små skove og strand med høje klinter, kun afbrudt af udmundingen af den lille Frisbæk (på tysk Friesbek). Frisbækken dannede tidligere grænseskel mellem Adelby og Munbrarup sogne.
I den danske tid hørte Mejervig dels til Munkbrarup Sogn (Munkbrarup Herred) og Adelby Sogn (Husby Herred). 1838 nævnedes her to kådnersted med vind- og vandmølle og to teglværker. Den lille vandmølle blev dog nedrevet i 1912. Vindmøllen blev 1828 flyttet til Snorum ved Tostrup, en anden mølle blev i 1868 flyttet til Munkbrarup. 1871 kom den vestlige del til Tvedskov kommune, den østlige under Ves kommune. I 1910 blev den vestlige del af Mejervig (under navnet Solitude) indlemmet i Flensborg. I 1938 blev den østlige del indlemmet i Lyksborg. I øst og sydøst grænser Mejervig mod skovområder Tremmerup Skov og Ville. Et mindre område ved Tremmerup Skov kaldes for Midtkobbel (Mittkoppel).
Mejervig er første gang nævnt i 1777. Stednavnets forled mejer- henviser til en bestyrer eller forvalter af en større mejerigård, mens efterleddet -vig betegner en bugt. Stednavnet minder altså om den tidligere mejergård, som blev opført her i 1500-tallet. I 1884 overtog den danske oberstløjtnant Schack von Brockdorf gården og kaldte herregården for Solitude.